# Shimoda Utako

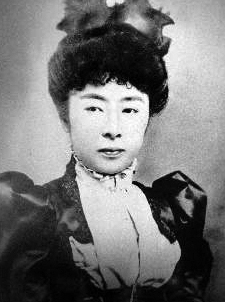
Shimoda Utako

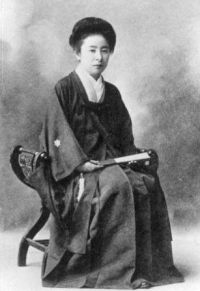
Shimoda Utako

Shimoda Utako (japanisch 下田 歌子; geboren 29. September 1854 in Iwamura (Provinz Mino); gestorben 8. Oktober 1936 in Tokio) war eine japanische Pädagogin.

## Leben und Wirken
Shimoda Utako wurde als Tochter der adeligen Familie Hirao (平尾家) des Iwamura-Clans in der Provinz Mino geboren. Ursprünglich war ihr Vorname „Seki“, aber als sie 1872 Hofdame wurde, erhielt sie von der Kaiserin den Namen „Utako“. 1879 schied sie aus und heiratete Shimoda Takeo (下田 猛雄; ?–1884), einen ehemaligen adeligen Gefolgsmann des Marugame-Klans. 1881 eröffnete sie auf Empfehlung von Fürst Itō Hirobumi und anderen die „Tōyō jojuku“ (桃夭女塾), eine Schule für junge Frauen mit dem Ziel, Töchter der Oberschicht nach dem Prinzip zu erziehen, eine gute Ehefrau und weise Mutter zu sein. Nach dem Tod ihres Mannes wurde sie 1885 mit der Gründung der „Peeresses Girls’ School“ (華族女学校, Kazoku jogakkō) Schulleiterin und Lehrerin. 1906, als die Schule zur Frauenabteilung des Gakushuin (学習院女子部) wurde, übernahm sie die Position der Direktorin, trat jedoch 1907 zurück. 1899 gründete sie zwei Schulen, zum einen die „Jissen Girls’ School“ (実践女学校) – heute „Jissen Women’s College“ (実践女子学園, Jissen joshi gakuen) – und wurde deren Rektorin. Die zweite Schule hieß „Joshi kōgei gakkō“ (女子工芸学校), sie sorgte für eine Ausbildung im Kunstgewerbe. 1949 entstand aus den von ihr gegründeten Bildungseinrichtungen die Frauenuniversität Jissen in Hino.
1898 wurde Shimoda Vorsitzende der Frauenvereinigung „Teikoku fujin kyōkai“ (帝国婦人協会), die das Magazin „Nihon fujin“ (日本婦人) herausgab, und 1920 Vorsitzende der „Patriotischen Frauenvereinigung“ (愛国婦人会, Aikoku fujin-kai). Sie ist Autorin unter anderem von
- „Wabun kyōka-sho“ (和文教科書)  – „Japanisch-Lehrbuch“, 3 Bände (1885),
- „Joshi no Kokoroe“ (女子の心得) – „Anweisungen für Frauen“ (1905),
- „Joshi no Shūyō“ (女子の修養) – „Bildung der Frauen“ (1906),
- „Fujin rei-hō“ (婦人礼法) – „Etikette für Frauen“ (1911),
- „Nihon no josei“  (日本の女性) – „Die japanische Frau“ (1913),
- „Kōun sōsho“ (香雲叢書) – „Weihrauch-Serie“ (1918),
- „Ryōsai to kemba“ (良妻と賢母) – „Gute Ehefrau und weise Mutter“.